# Вуазен, Клэр
Клэр Вуазен (англ. Claire Voisin; род. 4 марта 1962 года, Сен-Лё-ла-Форе, близ Парижа) — французский математик. Область исследований лежит в области комплексной алгебраической геометрии, специалист по гипотезе Ходжа и кэлеровым многообразиям. Член Французской АН (2010), иностранный член Академии деи Линчеи (2011) и НАН США (2016), профессор Коллеж де Франс (с 2016).
В 2016 году получила золотую медаль Национального центра научных исследований, высочайшую научную награду Франции. Лауреат премии Шао (2017).
Родилась в Сен-Лё-ла-Форе (Валь-д’Уаз). В 1981 году поступила в Высшую нормальную школу. В 1986 году защитила диссертацию по теме «Теорема Торелли для гиперповерхностей степени 3 и размерности 4» (фр. Théorème de Torelli pour les hypersurfaces cubiques de dimension 4) под руководством Арно Бовиля.
Член Французской академии наук с 30 ноября 2010 года, Европейской академии (2014). Почётный член Лондонского математического общества (2012).
Автор двухтомной монографии «Теория Ходжа и комплексная алгебраическая геометрия».
Имеет пятерых детей.

## Награды
- Бронзовая медаль Национального центра научных исследований (1988)
- Премия IBM молодому исследователю (1989)
- Премия Европейского математического общества (1992)
- Серебряная медаль Национального центра научных исследований (2006)
- Приз Софи Жермен от Академии наук (1996)
- Приз Саттера от Американского математического сообщества (2007)
- Премия Математического института Клэя (2008)
- Премия Хайнца Хопфа (2015)[13]
- Золотая медаль Национального центра научных исследований (2016)[8]
- Премия Шао (2017)
- Премия Л’Ореаль — ЮНЕСКО «Для женщин в науке» (2019)
- BBVA Foundation Frontiers of Knowledge Award (2023)
- Премия Крафорда (2024)

## Публикации
- Claire Voisin. Symétrie miroir. — Paris : Société mathématique de France, 1996.
- Claire Voisin. Théorie de Hodge et géométrie algébrique complexe. — 2002.
- Claire Voisin. Hodge theory and complex algebraic geometry. — 2003.

На русском языке
- Клэр Вуазен. Теория Ходжа и комплексная алгебраическая геометрия. Том 1. — МЦНМО, 2010. — ISBN 978-5-94057-513-6.
- Клэр Вуазен. Теория Ходжа и комплексная алгебраическая геометрия. Том 2. — МЦНМО, 2011. — 368 с. — ISBN 978-5-94057-747-8.